# Oziotelphusa ceylonensis
Oziotelphusa ceylonensis is een krabbensoort uit de familie van de Gecarcinucidae. De wetenschappelijke naam van de soort is voor het eerst geldig gepubliceerd in 1960 door Fernando.